# بوليط لبدي
بوليط أزغب (الاسم العلمي: Boletus tomentosus) هو نوع الفطريات يتبع جنس البوليط من الفصيلة البوليطية.